# Cromlech du Petit-Saint-Bernard

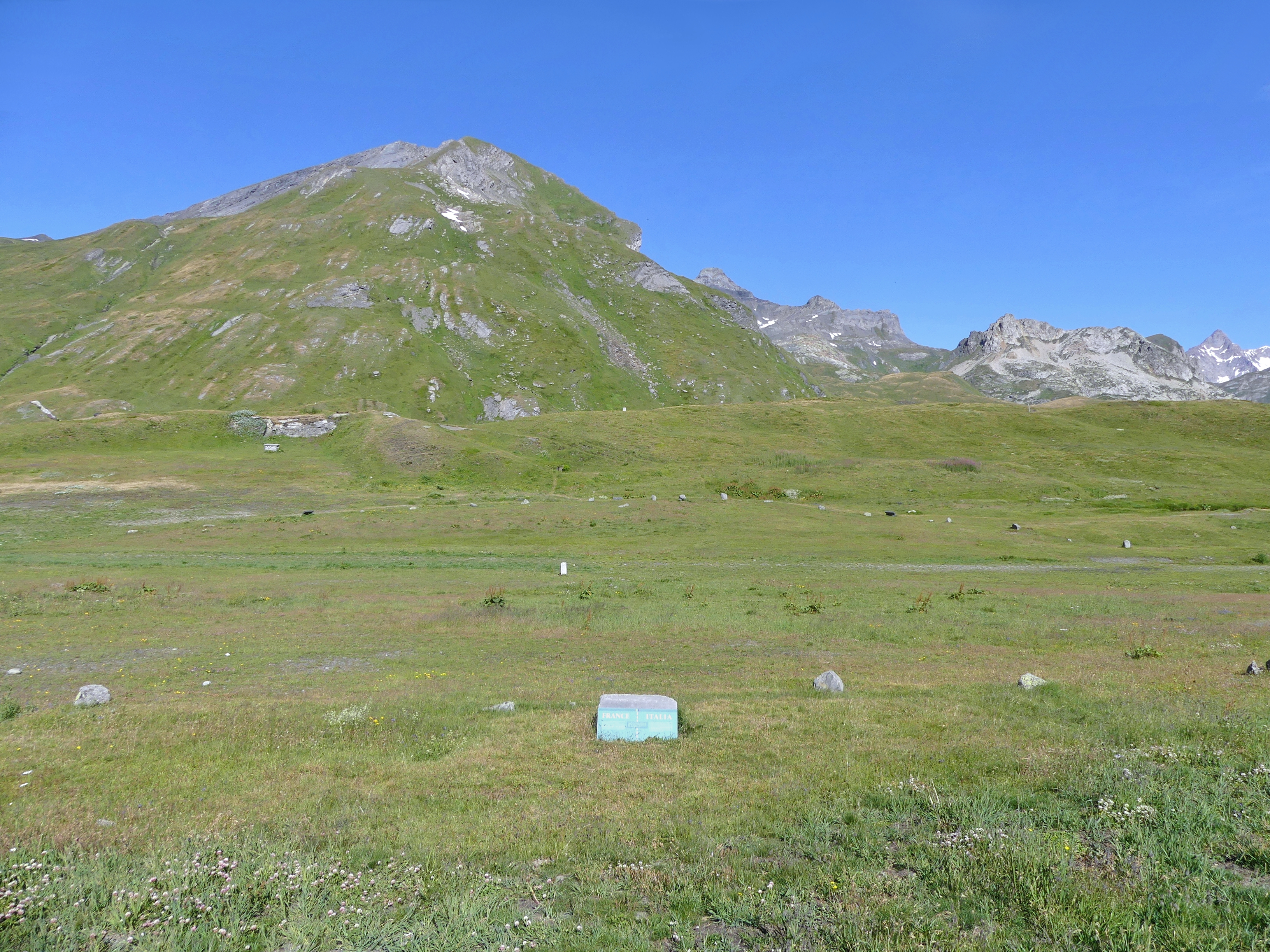
Le cromlech vu depuis la frontière en 2019.

Le Cromlech du Petit-Saint-Bernard est un complexe mégalithique situé à la frontière entre l'Italie et la France, au col du Petit-Saint-Bernard, sur la ligne de partage des eaux des bassins de la Doire Baltée et de l’Isère, à 2 188 mètres d’altitude.

## Accès
On rejoint le cromlech à partir de La Thuile, en Vallée d'Aoste (versant italien), par la route nationale 26 depuis Pré-Saint-Didier ; du côté français, il faut suivre la route nationale 90 du col du Petit-Saint-Bernard depuis Bourg-Saint-Maurice.

## Description et histoire

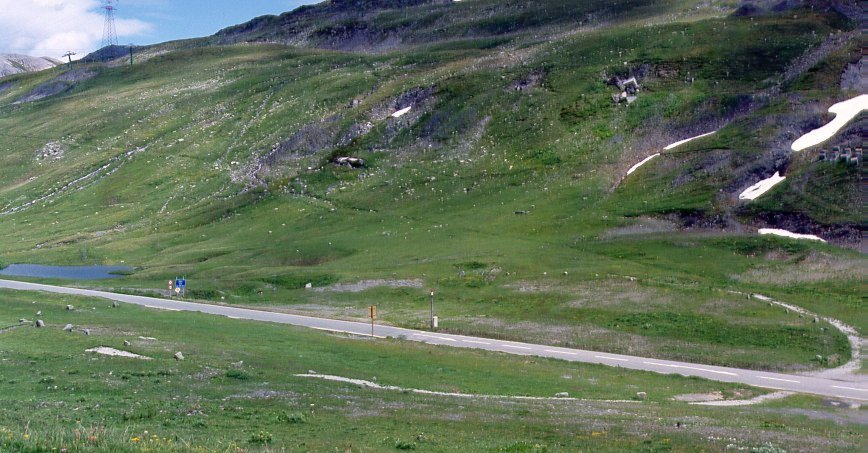
Vue d'ensemble du cromlech en 2004 lorsque la route nationale le traversait diamétralement, la frontière passant par le diamètre perpendiculaire. Elle a été détournée en 2012 afin de préserver le cromlech. On distingue, en haut à droite, des restes de fortifications de la Seconde Guerre mondiale.

Les cromlechs sont généralement des lieux de culte pré-celtiques. Celui-ci a été construit dans la Préhistoire par les ancêtres des Valdôtains, les Salasses, une population d’origine, langue et culture celtiques.
Il est difficile de définir avec précision la date de construction, puisque, au fil des siècles, de nombreuses pierres ont été sans doute enlevées, replacées, voire remplacées. On ne peut exclure la possibilité qu’il y ait eu un dolmen au centre.
Les pierres qui nous sont parvenues sont au nombre de 46, allongées et pointues, disposées à une distance de 2 à 4 mètres les unes des autres. Elles forment ainsi une circonférence de 80 mètres de diamètre.  Le cromlech a été classé au titre des monuments historiques français en 1956.
Un petit temple gaulois a été retrouvé dans les alentours, il date d’une époque bien plus tardive. Cela témoigne du fait que cette zone a été un lieu de culte dans l’Antiquité. Des documents écrits par des auteurs locaux témoignent la présence d’une colonne de porphyre brut, la Columna Jovis (« colonne de Jupiter » ou localement « colonne de Joux »), surmontée d'un gros rubis dit « l’œil de Jupiter » ou « escarboucle », qui probablement faisait partie du monument. Aujourd’hui, la colonne supporte la statue de saint Bernard de Menthon.

## Citations
Pétrone, un auteur latin, décrit ce lieu comme consacré à Hercule Gré lorsqu’il se réfère au mythe du passage du héros à travers le col, appelé par les Romains Alpis Graia (d'où l'appellation Alpes grées) : « Dans les Alpes près du ciel, dans le lieu où, déplacées par la puissance de Graius, les rochers se baissent, et laissent qu’on puisse les franchir, il y a un lieu sacré, où se dressent les autels d’Hercule : l’hiver le recouvre d’une neige persistante ; et il lève sa tête blanche vers les astres. » (Pétrone, Satyricon, 122)

## L’astronomie
Ce complexe mégalithique occupe une position très significative aussi du point de vue astronomique. Chaque année, le 21 juin (jour du solstice d'été) à 19h30, le soleil se couche derrière une selle du Lancebranlette, un sommet au nord-ouest du col, et projette deux zones d’ombre qui entourent progressivement le cercle de pierres jusqu’à laisser seulement le centre illuminé. Des rites remontant au Néolithique étaient liés aux équinoxes et aux solstices, des jours magiques, très significatifs et célébrés autour des monuments sacrés.

## Sources
1. ↑  Datation incertaine, communément accepté comme celtique, cf. article sur ce cromlech sur le Site officiel de la Région Autonome Vallée d'Aoste.
2. ↑  Notice no PA00118307, sur la plateforme ouverte du patrimoine, base Mérimée, ministère français de la Culture
3. ↑  Vie de saint Bernard de Menthon, chapitre XII.